# Outeiro Seco
Outeiro Seco é uma localidade portuguesa sede da Freguesia de Outeiro Seco do Município de Chaves, freguesia com 15,21 km² de área e 849 habitantes (censo de 2021), tendo, por isso, uma densidade populacional de 55,8 hab./km².

## Demografia
Nota: Com lugares desta freguesia foi criada em 2001 a freguesia de Santa Cruz/Trindade.
A população registada nos censos foi:
| Distribuição da População por Grupos Etários | Distribuição da População por Grupos Etários | Distribuição da População por Grupos Etários | Distribuição da População por Grupos Etários | Distribuição da População por Grupos Etários |
| -------------------------------------------- | -------------------------------------------- | -------------------------------------------- | -------------------------------------------- | -------------------------------------------- |
| Ano                                          | 0-14 Anos                                    | 15-24 Anos                                   | 25-64 Anos                                   | > 65 Anos                                    |
| 2001                                         | 548                                          | 586                                          | 1847                                         | 454                                          |
| 2011                                         | 119                                          | 104                                          | 557                                          | 158                                          |
| 2021                                         | 82                                           | 86                                           | 445                                          | 236                                          |

## Património

### Religioso
- Igreja de Nossa Senhora da Azinheira do Outeiro Seco
- Capela de Stª Ana,
- Capela Sr Dos Passos,
- Capela Sra da Portela,
- Alminhas,
- Via Sacra e
- Sr. Dos Desamparados.

### Outros locais de interesse
Tanque fonte de água; o antigo Solar dos Montalvões, agora Solar de Outeiro Seco de propriedade privada, onde è projetada uma estrutura hoteleira; fauna e flora no Lago do Rio Tâmega.

## Datas Festivas
- 8 de setembro - Romaria em honra de Nossa Senhora da Azinheira
- 29 de setembro - Festa em honra de São Miguel